# Rulyrana
Rulyrana é um gênero de anfíbios da família Centrolenidae.
As seguintes espécies são reconhecidas:
- Rulyrana adiazeta (Ruiz-Carranza & Lynch, 1991)
- Rulyrana erminea (Torres-Gastello, Suárez-Segovia & Cisneros-Heredia, 2007)
- Rulyrana flavopunctata (Lynch & Duellman, 1973)
- Rulyrana mcdiarmidi (Cisneros-Heredia, Venegas, Rada & Schulte, 2008)
- Rulyrana orejuela (Duellman & Burrowes, 1989)
- Rulyrana saxiscandens (Duellman & Schulte, 1993)
- Rulyrana spiculata (Duellman, 1976)
- Rulyrana susatamai (Ruiz-Carranza & Lynch, 1995)
- Rulyrana tangarana (Duellman & Schulte, 1993)